# Manji Inoue
Manji Inoue (jap. 井上 萬二, Inoue Manji; * 24. März 1929 in Arita, in der Präfektur Saga) ist ein japanischer Töpfer und Keramikkünstler. Er wurde 1995 als Lebender Nationalschatz für das Wichtige Immaterielle Kulturgut „Keramikherstellung“ deklariert.
Trotz der Familientradition im Keramikhandwerk, besuchte Manji Inoue im Alter von 15 Jahren zunächst einmal einen Ausbildungskurs zum Marinepiloten. Nach Kriegsende arbeitete er auf Rat seines Vaters bei Sakaida Kakiemon XII., einem Keramikmeister für Kakiemon-Porzellan, der die Familientradition, die bis ins 16. Jahrhundert zurückreicht, in der 12-ten Generation fortsetzte. Nach siebenjähriger praktischer Arbeit wurde er 1952 Schüler des Keramikmeisters Okugawa Chūemon (1901–1975), bei dem er den Umgang mit der Töpferscheibe und die Herstellung weißen Hakuji Porzellans erlernte. Nach der Pensionierung seines ersten Lehrers arbeitete Manji von 1958 an als Techniker für das präfekturale Keramik Prüfungslabor in Arita. 1969 reiste Manji auf Einladung der University of Pennsylvania für fünf Monate nach Amerika, um an der Universität zu unterrichten.
Für seine weißen Porzellane wurde Manji Inoue am 31. Mai 1995 zum Lebenden Nationalschatz ernannt. 1997 erhielt er zudem die Ehrenmedaille am violetten Band. Er ist außerdem Ehrenbürger seiner Heimatstadt Arita. Seit 2007 betreibt er gemeinsam mit seinem Sohn Inoue Yasunori (井上康徳) einen Brennofen und Ausstellungsraum. Zuletzt zeigte er seine Werke 2012 anlässlich einer Ausstellung in New York.